# Clostridium perfringens
Azok a baktériumok, amelyek jellegzetes (fekete udvarral körülvett) telepeket képeznek a megadott szilárd szelektív táptalajon és pozitív megerősítő reakciókat adnak, az alábbi módszer egyikével:
- mozgásképesség nitrát táptalajon
- laktóz-zselatin táptalaj
- laktóz-szulfit táptalaj (LS)

A Clostridium perfringens- meghatározás nem kizárólag C. perf. törzsekre jellemző. Különösen a megerősítő tesztek nem elengedőek a többi Clostridium fajtól való megkülönböztetéshez. Az élő és a megerősített Clostridium perfringens baktériumok számát határozzuk meg a minta egy milliliterére vagy grammjára vonatkoztatva.
A módszer elve:
Folyékony kiindulási termék esetén a vizsgálati minta meghatározott mennyiségét, egyéb termék esetén az alapszuszpenzió meghatározott mennyiségét Petri-csészébe mérjük. Azonos körülmények között leoltunk a vizsgálati vagy az alapszuszpenzió decimális hígításaiból. Szelektív táptalajjal elkeverjük (lemezöntéses technika) és fedőréteget öntünk rá ugyanabból a táptalajból. A lemezeket anaerob módon 35 °C-on vagy 37 °C-on 20 órán át inkubáljuk, majd a jellemző telepeket megszámláljuk.
A szükséges hígítófolyadékok, táptalajok és reagensek:
- Tojássárgája-mentes triptóz-szulfit-cikloszerin agar (TSC)
- Laktóz zselatin táptalaj
- Nitrit reagens[1]